# Cudjoe Lewis
Cudjoe Kazoola Lewis o Cudjo Lewis, nascut Oluale Kossola, (Regne de Dahomei, c. 1841 - Africatown, Alabama, 17 de juliol de 1935), va ser un dels darrers supervivents coneguts del comerç d'esclaus a l'Atlàntic entre l'Àfrica i els Estats Units. Juntament amb 115 captius africans més, va ser portat als Estats Units a bord del vaixell Clotilda el 1860. Els captius van ser desembarcats en remans del riu Mobile, prop de Mobile (ciutat d'Alabama) i d'amagat de les autoritats. El vaixell va ser destruït per eludir el descobriment i no va ser trobat fins al 2019.
Després de la guerra civil i l'emancipació, Lewis i altres membres del grup Clotilda van quedar lliures. Alguns d'ells van fundar una comunitat a Magazine Point, al nord de Mobile, que va acollir d'altres ex-esclaus nascuts a l’Àfrica. Ara designada com a Districte Històric d’Africatown, la comunitat va ser afegida al Registre Nacional de Llocs Històrics el 2012.
A la vellesa, Kossola va ajudar a conservar la memòria dels captius del Clotilda proporcionant informació de la història del grup als visitants, entre els quals hi va haver l’artista i escriptora Emma Langdon Roche i la també escriptora i folklorista Zora Neale Hurston. Va viure fins al 1935 i es va pensar durant molt de temps que era l'últim supervivent del Clotilda, fins que un parell d'estudis de la historiadora Hannah Durkin van identificar dues supervivents més del Clotilda que encara vivien el 1935: Redoshi, que va morir el 1937, i Matilda McCrear, que va morir el 1940.

## Primers anys i esclavització
Va néixer amb el nom de Kossola o Oluale Kossola (els nord-americans més tard transcriurien el seu nom de pila com "Kazoola"), cap al 1841 a l'Àfrica occidental. Analitzant els noms i paraules dels fundadors d’Africatown, l’historiadora Sylviane Diouf va concloure que ell i molts altres membres de la comunitat pertanyien al poble ioruba de la regió de Bantè, avui a Benín. El seu pare es deia Oluwale (o Oluale) i la seva mare Fondlolu; tenia cinc germans i dotze germanastres, fills de les altres dues esposes del seu pare.
Els entrevistadors Emma Langdon Roche i Zora Neale Hurston, i aquells que van utilitzar el seu treball, es van referir a Lewis i als seus companys de captivitat com a "Tarkars", segons el seu relat. Diouf creu que el terme "Tarkar" podria provenir d'un malentès del nom d'un rei local o del nom d'una ciutat.

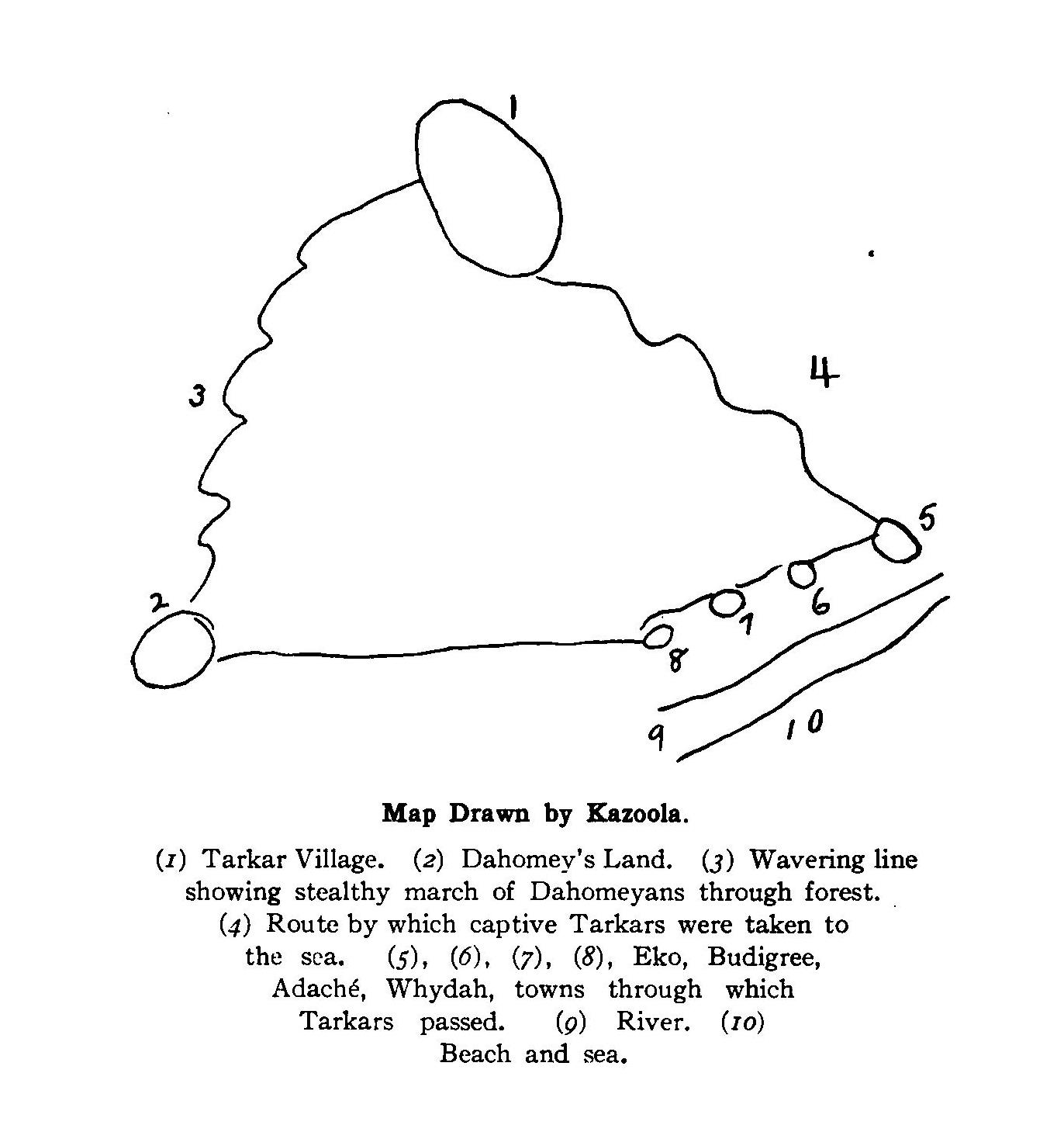
Mapa dibuixat per Lewis per il·lustrar la seva captura.

Durant l'abril o el maig de 1860, Lewis va ser fet presoner per les amazones de Dahomei del Regne de Dahomei com a part de les seves incursions anuals a la recerca de presoners durant l'estació seca. Juntament amb altres captius, va ser portat al port d’esclaus de Ouidah i venut al capità William Foster del Clotilda, un vaixell americà amb seu a Mobile, Alabama, i propietat de l'empresari Timothy Meaher. La importació d'esclaus als Estats Units era il·legal des del 1808, tot i que seguien sent objecte de contraban des de Cuba.
Alguns informes suggereixen que Meaher tenia intenció de transgredir la llei i que, segons els informes, havia apostat a un home de negocis 100.000 dòlars que eludiria la prohibició del transport d'esclaus. En una situació similar, els propietaris del Wanderer, que havia portat persones esclavitzades il·legalment a Geòrgia el 1858, van ser acusats i jutjats per pirateria al tribunal federal de Savannah el maig de 1860 però absolts en un judici amb jurat.
Quan el Clotilda va arribar a la costa del Mississipi el juliol de 1860, els funcionaris del govern estaven avisats de les seves activitats i Timothy Meaher, el seu germà Burns i el seu associat John Dabney van ser acusats de tinença il·legal de captius. Tanmateix, hi va haver un buit de gairebé cinc mesos entre finals de juliol de 1860, quan es van emetre citacions i escrits de confiscació contra els Meahers i Dabney, i mitjans de desembre, quan les van rebre. Durant aquest temps, els captius havien estat dispersats i amagats i, sense la seva presència física com a prova, el cas es va desestimar el gener de 1861.
Fins al final de la Guerra Civil (1861-65), Lewis i els seus companys van viure com a esclaus de facto de Meaher, els seus germans o els seus associats. James Meaher va comprar Lewis, que el va posar a treballar de mariner de coberta en un vapor. Durant aquest temps se'l va començar a conèixer com a Cudjo Lewis. Més tard va explicar que, com que James Meaher tenia dificultats per pronunciar "Kossola", ell mateix va suggerir que li diguessin "Cudjo", un nom de dia de la setmana que a la seva terra d'origen s'acostuma a posar als nens nascuts un dilluns.
El nom "Cudjo" sona similar a "Kodjoe", un nom popular a Ghana que també es dona als nascuts el dilluns. L'historiadora Sylvane Diouf postula que el cognom "Lewis" era una corrupció del nom del seu pare Oluale, el qual comparteix el so "lu"; a la seva terra natal, l'analògic més proper al que els nord-americans entenien com un cognom hauria estat un patronímic.

## La vida a Africatown

### Establiment d'Africatown
Durant la seva etapa d’esclavitud, Lewis i molts dels altres captius del Clotilda es van establir en una zona al nord de Mobile coneguda com Magazine Point, la Meseta o “hamaca de Meaher”, on la família Meahers posseïa un molí i una drassana. Tot i que es troba a només tres quilòmetres de la ciutat de Mobile, aquest assentament estava aïllat, separat de la ciutat per un pantà i un bosc i era fàcilment accessible només per l'aigua.

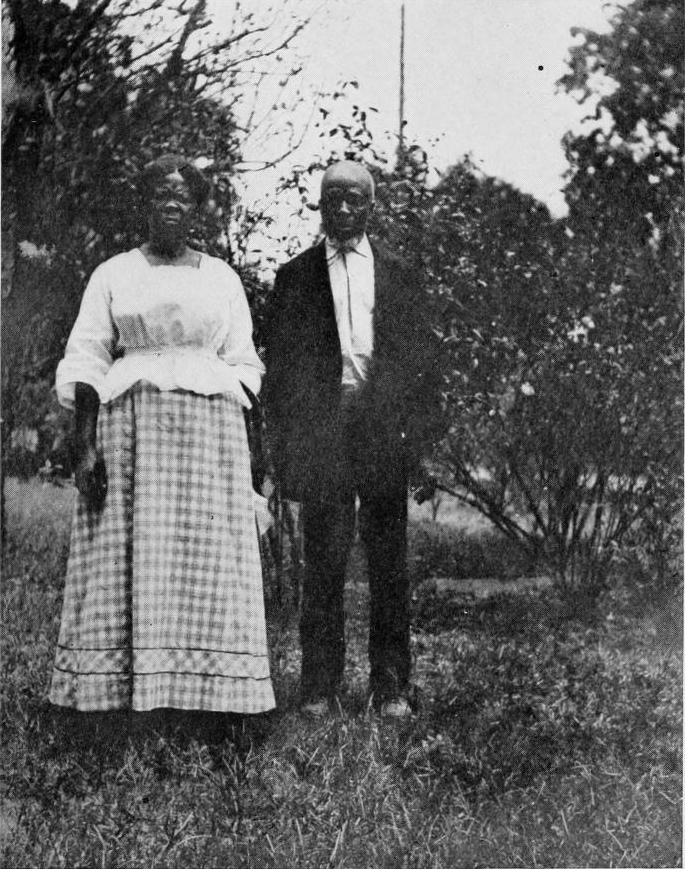
Lewis amb la seva dona Abaché (Clara Turner) cap al 1914. Aleshores hi havia encara vuit membres del Clotilda supervivents.

Després de l'abolició de l'esclavitud i el final de la guerra civil, els captius del Clotilda van intentar recaptar diners per tornar a la seva terra natal. Els homes treballaven a les fàbriques de fusta i les dones criaven i venien productes, però no adquiriren fons suficients. Després d’adonar-se que no podrien tornar a l’Àfrica, el grup va delegar a Lewis que li demanés a Timothy Meaher una concessió de terres. Quan s'hi va negar, els membres de la comunitat van continuar recaptant diners i van començar a comprar terrenys al voltant de Magazine Point. El 30 de setembre de 1872, Lewis va comprar prop de dues acres de terra a la zona de Plateau per 100,00 dòlars.
Aquell grup va desenvolupar Africatown com una comunitat negra autònoma i independent. El grup va nomenar líders per fer complir les normes comunals derivades del seu origen africà compartit. També van desenvolupar institucions com ara l'església, l'escola i el cementiri. Diouf explica que Africatown era única perquè era alhora una "ciutat negra", habitada exclusivament per gent d'ascendència africana, i un enclavament de persones nascudes en un altre país. Ella escriu: "Les ciutats negres eren refugis contra el racisme, però Africantown era un refugi dels nord-americans".
El 1914 Emma Langdon Roche va assenyalar que els fundadors supervivents d’Africatown preferien parlar en la seva pròpia llengua entre ells. Va descriure l'anglès dels adults com a "molt trencat i no sempre intel·ligible, fins i tot per a aquells que han viscut entre ells durant molts anys". No obstant això, els residents també van adoptar alguns costums nord-americans, inclòs el cristianisme. Lewis es va convertir el 1869, unint-se a l'església baptista.

### Matrimoni i vida familiar
A mitjan dècada de 1860, Lewis va establir una relació de fet amb un altre supervivent de Clotilda, Abile (americanitzat com a "Celia"). Es van casar formalment el 15 de març de 1880, juntament amb diverses altres parelles d'Africatown. Van romandre junts fins a la mort d'Abel, el 1905.
Van tenir sis fills, cinc nois i una noia, a cadascun dels quals van donar un nom africà i un nom americà. El seu fill gran, Aleck (o Elick) Iyadjemi (que traduït de iorùbá significa "he patit"), es va convertir en botiguer; va portar la seva dona a viure en una casa de la terra del seu pare. Diouf descriu aquest acord com un "compost familiar" d'estil iorùbá. Un altre fill, Cudjoe Feïchtan, va ser abatut a trets per un adjunt d'un sheriff negre el 1902. Lewis va sobreviure a la seva dona i a tots els seus fills. Va permetre a la seva jove Mary Wood Lewis, als seus nets i, finalment, al seu segon marit Joe Lewis (sense relació) romandre a la seva casa al recinte.
Lewis va treballar com a agricultor i treballador fins al 1902, quan va resultar ferit en un accident amb el seu cotxe en una col·lisió amb un tren a Mobile. Com que no va poder treballar amb feines pesades, la comunitat el va nomenar sacristà de l'església, que el 1903 va prendre el nom d'Església Baptista Missionera de la Unió.

### Nacionalització
Tot i que els antics esclaus nord-americans de naixement van esdevenir ciutadans després de l'aprovació de la Catorzena Esmena a la Constitució dels Estats Units el juliol de 1868, aquest legislació no s'aplicava als membres del grup Clotilda perquè eren d'origen estranger. Cudjo Kazoola Lewis es va convertir en ciutadà nord-americà naturalitzat el 24 d'octubre de 1868.
Lewis va utilitzar el sistema jurídic nord-americà el 1902 després de resultar ferit en la col·lisió del tren. Quan Louisville i Nashville Railroad es van negar a pagar danys i perjudicis, va contractar un advocat, va demandar el ferrocarril i va aconseguir un important acord de 650,00 $. L'adjudicació es va anul·lar en apel·lació.

## Paper com a narrador i historiador

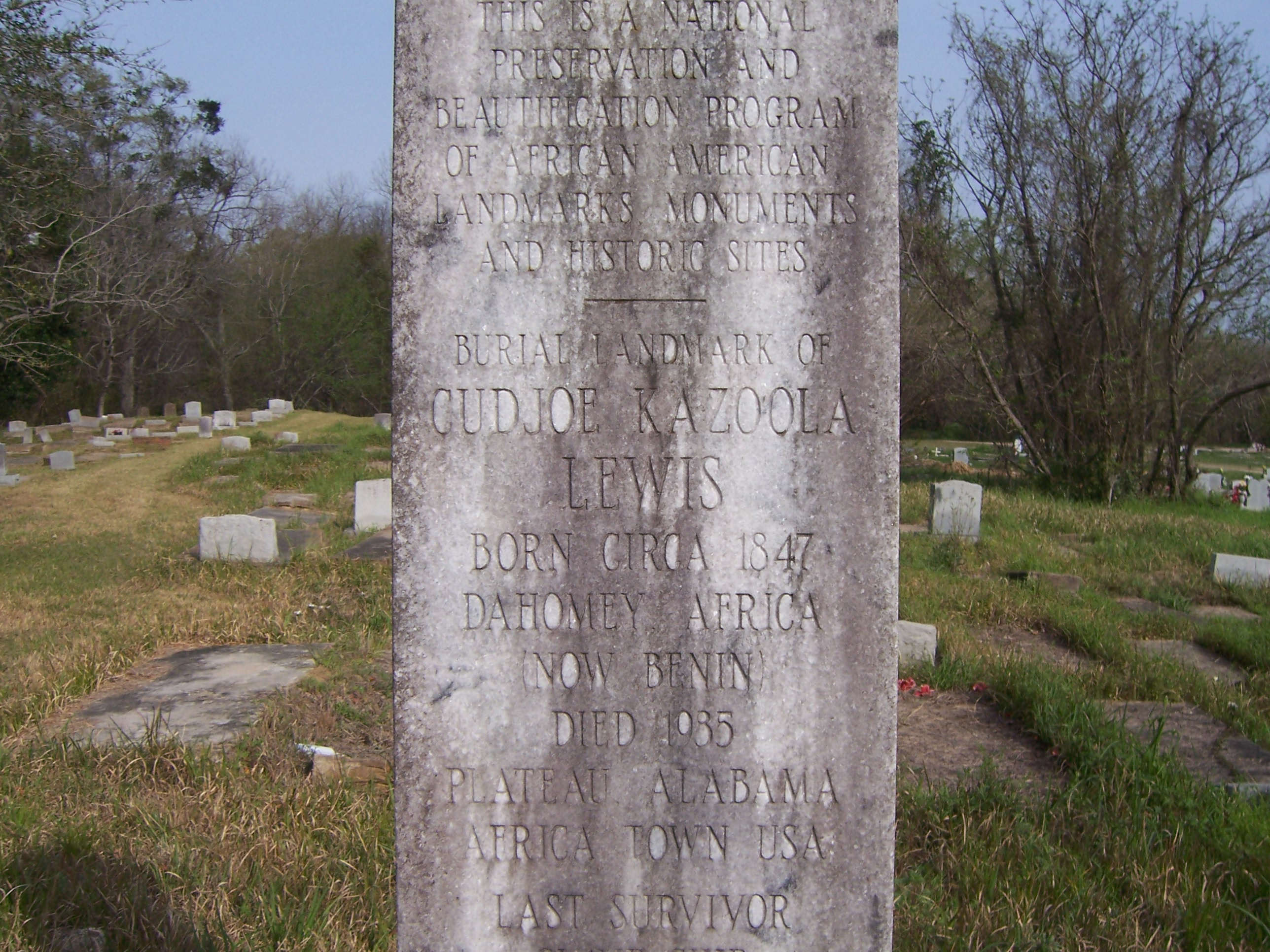
Monument a Cudjoe Lewis al cementiri d'Africatown.

Al primer quart del segle xx, Lewis va començar a fer d’informador per a erudits i altres escriptors, compartint la història dels africans del Clotilda i històries i contes tradicionals. Emma Langdon Roche, una escriptora i artista amb seu a Mobile, va entrevistar Lewis i els altres supervivents pel seu llibre Historic Sketches of the South de 1914. Lewis va descriure la seva captura a l'Àfrica, l'esclavitud i la vida a Africatown. Els entrevistats van sol·licitar a Roche que fes servir els seus noms africans a la seva obra, amb l'esperança que arribés a la seva terra natal "on alguns podrien recordar-los".
El 1925 es creia que Lewis era l'últim supervivent africà del Clotilda; va ser entrevistat per l'educador i folklorista Arthur Huff Fauset de Filadèlfia. El 1927 Fauset va publicar dos dels contes d'animals de Lewis, T'appin's magic dipper and whip i T'appin fooled by Billy Goat's eyes, i Lion Hunt, el seu relat autobiogràfic sobre la caça a l'Àfrica, al Journal of American Folklore.
El 1927, Lewis va ser entrevistat per Zora Neale Hurston, llavors estudiant de postgrau en antropologia que es va acabar convertint en folklorista. L'any següent va publicar un article, "Cudjoe's Own Story of the Last African Slaver" (1928), que segons el seu biògraf Robert E. Hemenway, plagia en gran manera l'obra d'Emma Roche, encara que Hurston va afegir informació sobre la vida quotidiana al poble natal de Lewis, Banté.
El 1928 Hurston va tornar amb recursos addicionals; va realitzar més entrevistes amb Kossula, va fer fotografies i va enregistrar el que es creia que era l'únic film conegut d'un africà que havia estat portat als Estats Units a través del tràfic d'esclaus. Basant-se en aquest material, va escriure un manuscrit, Barracoon, que Hemenway va descriure com "una narració molt dramàtica i semificcionalitzada destinada al lector popular".
Després d'aquesta ronda d'entrevistes, el mecenes literari de Hurston, la filantropa Charlotte Osgood Mason, va saber de Lewis i va començar a enviar-li diners pel seu suport. Lewis també va ser entrevistat per periodistes de publicacions locals i nacionals.
El llibre de Hurston Barracoon: The Story of the Last "Black Cargo no es va publicar fins al 2018, en una edició comentada.

## Llegat

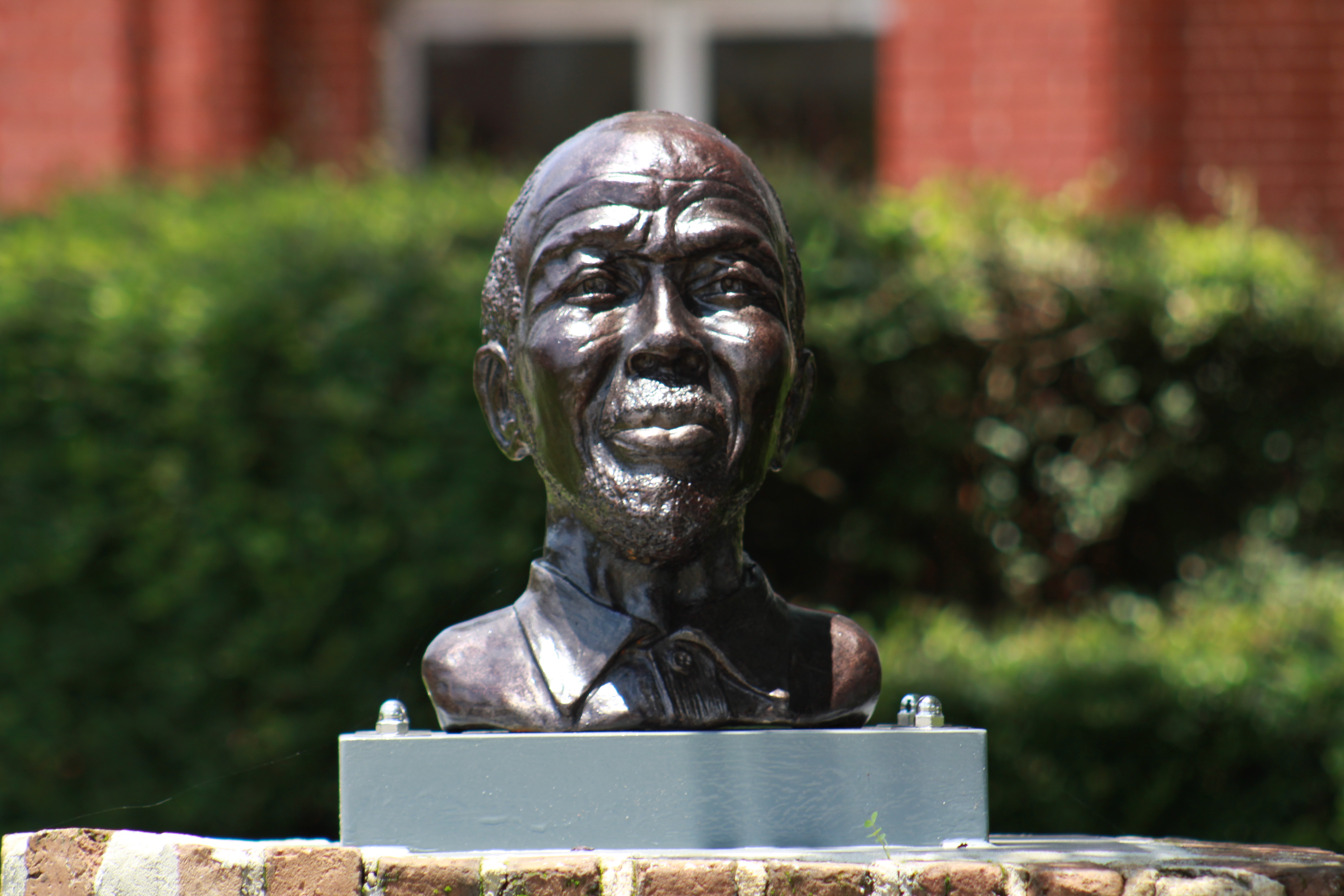
Bust de bronze de Lewis davant l'Església Baptista Missionera d'Africatown.

Cudjo Lewis va morir el 17 de juliol de 1935 i va ser enterrat al cementiri Plateau, a Africatown. Des de la seva mort, la seva condició com un dels últims supervivents del Clotilda i el registre escrit dels seus entrevistadors l’han convertit en una figura pública de la història de la comunitat.
- El 1959 es va erigir un bust commemoratiu de Lewis davant l'Església Baptista Missionera de la Unió d'Africatown sobre una piràmide de maons que havien estat fets pels captius del Clotilda. Es va fer en nom de la Lliga Progressista d'Africatown.[40][41]

- El 1977 l'Associació per a l'Estudi de la Vida i la Història dels Negres (ara l'Associació per a l'Estudi de la Vida i la Història dels Afroamericans) va homanatjar a Lewis i al grup Clotilda.[42]

- Cap al 1990, es va erigir un monument commemoratiu de Lewis al cementiri Plateau.[43]

- El 2007 dos cineastes africans van donar un bust de Lewis al Centre d'Acollida d'Africatown. Va ser greument danyat per vandalisme el 2011.[44][45]

- El 2010, arqueòlegs del College of William and Mary van excavar el lloc de la casa de Lewis a Africatown, juntament amb els d'altres dos residents, per buscar artefactes i proves de pràctiques africanes en la vida quotidiana dels fundadors als Estats Units.[46]